# ミクロネシア連邦

ミクロネシア連邦
Federated States of Micronesia

国の標語：Peace Unity Liberty 
（英語: 平和、連帯、自由）
国歌：Patriots of Micronesia（英語）
ミクロネシアの愛国者

ミクロネシア連邦（ミクロネシアれんぽう、英: Federated States of Micronesia、漢字表記：蜜克羅尼西亜連邦）、通称ミクロネシアは、オセアニア・ミクロネシア地域に位置する共和制国家。首都はポンペイ島のパリキール。
マリアナ諸島の南東、パラオの東、マーシャル諸島の西、パプアニューギニアの北ないし北東にある。地理的には、カロリン諸島と呼ばれる。

## 国名
正式名称は、Federated States of Micronesia。略称、FSM。単なる Micronesia は、この国を含むさらに広い地域全体の公式名称であるが、しばしば、この国を指す言葉としても用いられる。
日本語の表記はミクロネシア連邦。通称ミクロネシア。英語での発音はマイクロニージャ[ˌmaɪkroʊˈniːʒə] である。

## 歴史

### 先史時代
言語学的、考古学的見解によると、紀元前4000年から紀元前2000年には、フィリピンやインドネシア地方から渡ってきた定住者がいたといわれている。また、東側のポンペイ州やチューク州にはギルバート諸島やソロモン諸島からツバル、キリバスを経由して来た一団もおり、最初の開拓者は、進んだ農業（栽培）技術と高度な航海知識を持つオーストロネシア語族の民族であったと推測されている。
ポンペイ島では、12世紀から16世紀ごろにかけてシャウテレウル王朝が支配していた（ナンマトル遺跡）。コスラエでは14世紀から19世紀中ごろまで王朝があった（レラ遺跡）。

### スペイン・ドイツ統治時代
1525年、香料諸島（インドネシア）を目指して航海していたポルトガルの探検隊がヤップ島本島とユリシー島を「発見」。1529年、スペインの探検隊がカロリン諸島を「発見」し、大航海時代にはスペインを中心とした国の中継点となり、ヤップ島にはスペイン植民地政府が設置され、1595年にマリアナ諸島とカロリン諸島がスペインの領土と宣言された。しかし、キリスト教の布教以外に実際の統治は行われなかった。コスラエは、1824年にフランス船が入港したのがヨーロッパとの最初の接触であった。その後、スペインは1886年に要塞建設などを開始した。
1869年、ドイツが貿易の拠点をヤップ島に開設し、スペインがそれに対し1885年に軍隊を派遣したが、結局スペインは1899年米西戦争に敗れ国力が疲弊していたこともあり、ドイツにパラオを含むカロリン諸島を売却した。ドイツはこの地を「ドイツ領ニューギニア」として植民地化した。

### 日本統治時代
1914年より第一次世界大戦が勃発し、日本が赤道以北のドイツ領ミクロネシアを管理下に置いた。日本はそれ以前よりドイツ領ミクロネシアとの経済関係を強化しており、ミクロネシアの経済は日本との貿易に依存していた。
1920年、国際連盟は日本にミクロネシアの統治を委任し、日本の「委任統治領南洋諸島」として南洋庁の下に置かれた。この期間、先住民の人口は、当時約40,000人ほどしかなかったのに対し、日本人居住者は85,000人を超えていた。
日本の委任統治下では、これまで本国から遠かったためドイツの植民地下で蔑ろにされていた近代的な電気や水道、学校や病院などのインフラストラクチャーの充実が進み、同時に植民政策により日本人事業家が経済を活発化させたため、サトウキビ、採鉱、漁業、熱帯農業が主要産業となり、ミクロネシアは貿易黒字が続くという状態であった。

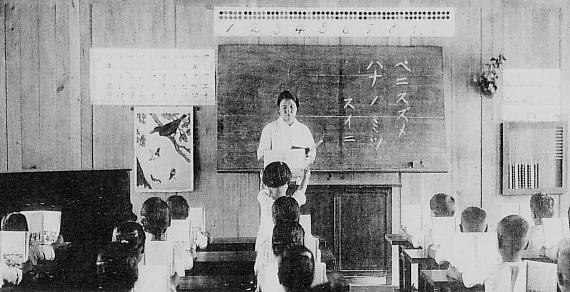
トラック島の公学校（1930年ごろ）

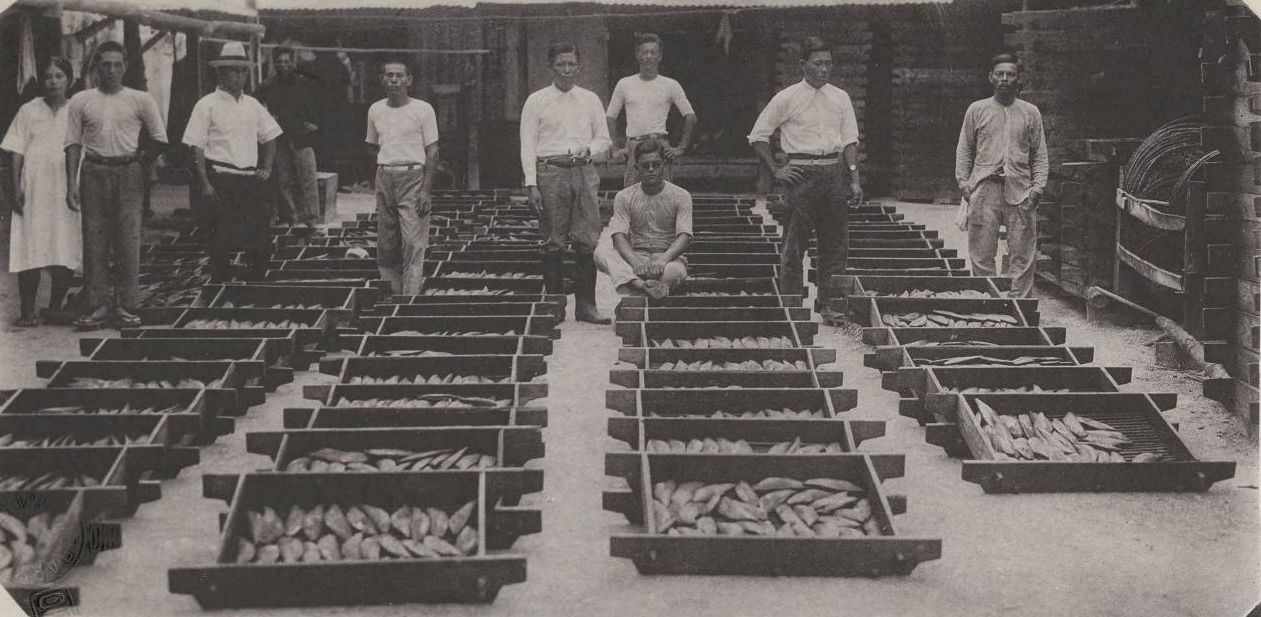
かつお節の生産（チューク島、1931年ごろ）

第二次世界大戦が勃発すると、世界最大級の環礁に囲まれたトラック諸島などは、天然の要塞として日本軍の太平洋における最重要拠点のひとつとなった。1944年2月から、アメリカ軍はこの地域の日本軍基地に対して攻撃を開始し、軍事基地としての機能を喪失させると大部分の島は軍事作戦上放置された。第二次世界大戦の終戦により日本の統治は終了した。

### アメリカ信託統治
1947年、国際連合はミクロネシア地域を6つの地区（ポンペイ（旧称ポナペ）、コスラエ（旧称クサイエ島。当時は、ポンペイの一部とされていた。）、チューク（旧称トラック）、ヤップ、パラオ、マーシャル諸島、マリアナ諸島北部）に分け、アメリカ合衆国を受任国とする太平洋諸島信託統治領とした。
1965年アメリカはミクロネシア議会の発足に合意、1970年代後半より自治独立の交渉が始まった。1978年7月、ミクロネシア憲法が起草され、信託統治領下の6つの地域のうち、マーシャル諸島とパラオでは住民投票で否決されたものの、残りのトラック（現在のチューク）、ヤップ、ポナペ（現在のポンペイ）およびクサイエ島（現在のコスラエ）の4地域では可決した。

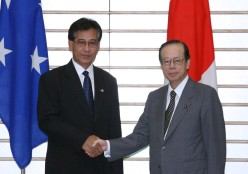
ミクロネシア連邦大統領マニー・モリ（左）と内閣総理大臣福田康夫（右）（2007年11月30日、総理大臣官邸にて）

このため、ポンペイ、チューク、ヤップ、コスラエの4地区が「ミクロネシア連邦」を構成する州となり、ミクロネシア連邦（FSM）憲法の下で連邦制をとることが決定し、国連はこれを認めた。

### 独立
1979年5月10日、この憲法が発効して、ミクロネシア連邦が施行されたため、国際連盟・国連による長年にわたる管理下のもと失われていた主権を回復した。旧地区は連邦を構成する州となり、独自の州憲法を採択した。そして、連邦および各州の議員を選ぶための統一選挙も行われ、全ミクロネシア議会の議長であったトシオ・ナカヤマが初代大統領に就任した。
1986年11月3日にミクロネシア連邦は、国防と安全保障をアメリカに委託した自由連合盟約国として、事実上独立した。1990年12月に、国際連合安全保障理事会は正式に信託統治の終了を宣言し、1991年、ミクロネシア連邦は国連に加盟した。
独立までの経過については信託統治#太平洋諸島も参照。

## 政治
大統領制をとっている連邦国家で、政党はない。大統領の任期は4年で、各州出身議員の間から輪番制で互選されるという紳士協定があるが、必ずしも厳格には適用されていない。
連邦議会は一院制で、4年任期議員4名（各州1名）、2年任期議員10名（チューク州5名、ポンペイ州3名、ヤップ州1名、コスラエ州1名）。
アメリカ合衆国との間で締結されている自由連合盟約により、安全保障及び一部外交上の権限は同国が保持している。

## 軍事
ミクロネシア連邦は軍隊を持たず、国防については1982年に調印された自由連合盟約（英語：Compact of Free Association、COFA）に基づきアメリカ合衆国によって担保されている。アメリカ合衆国政府は沿岸警備艇を配備しており、漁業区域の監視や国内の治安維持を担当している。協定により、ミクロネシア連邦の法執行機関係官はミクロネシア連邦のEEZ内及び公海上ではアメリカ沿岸警備隊やアメリカ海軍の艦艇に乗船することが出来る。

## 外交・国際関係
2022年ロシアのウクライナ侵攻では、ロシアに抗議するため、同国との外交関係を断絶している。

## 地理

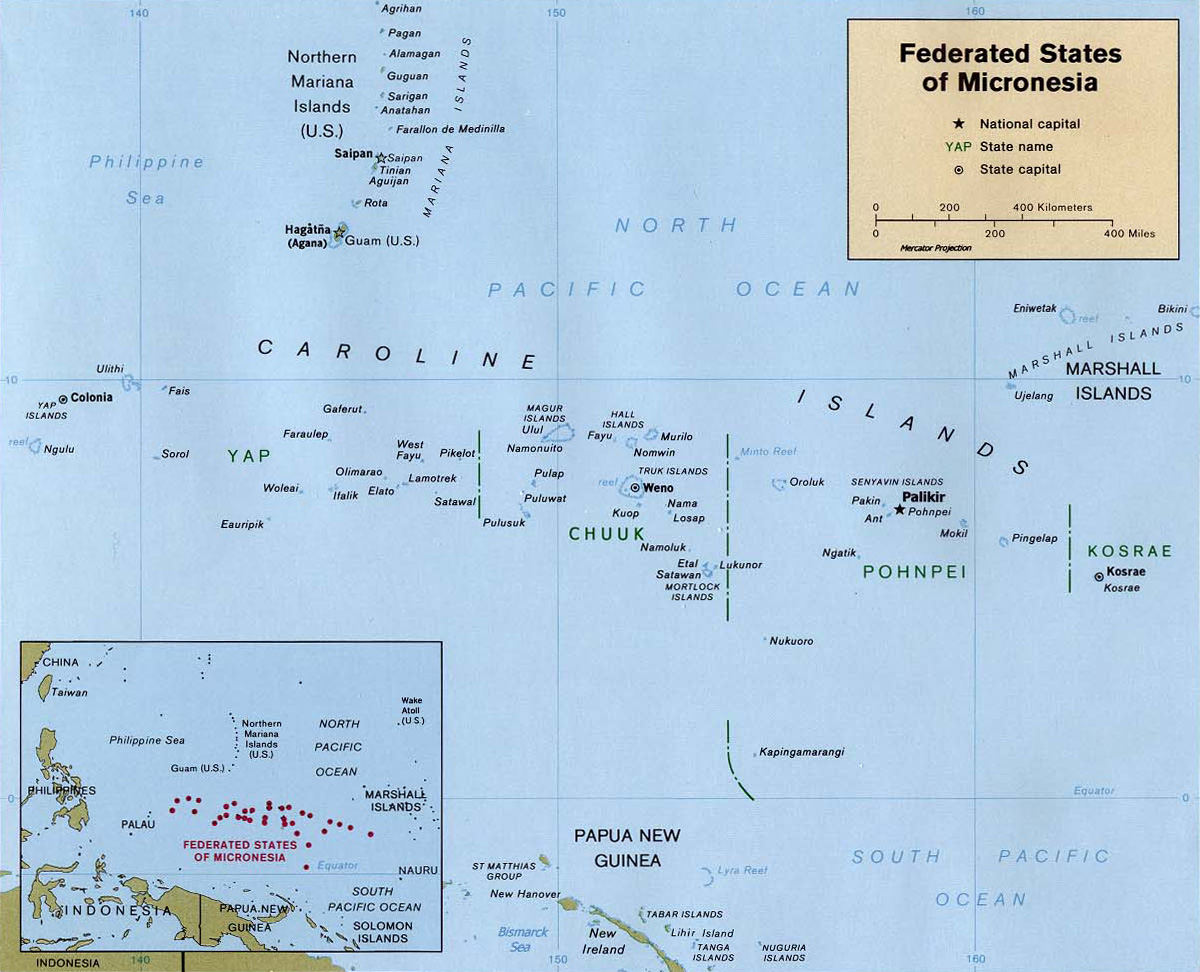
ミクロネシア連邦の地図

ミクロネシア連邦は、フィリピンの東に浮かぶカロリン諸島に属する607の島からなる。島は東西に約3200km、南北に約1,200kmに渡って広がっている。

### 気候
熱帯雨林気候（Af）で年平均気温は26〜28℃。年降水量は3,000mmを越え、夏多雨。

## 地方行政区分
ミクロネシア連邦は、4つの州からなる。州はさらに、市町村（基礎自治体）に区画されている。
- ヤップ州 (Yap)
- チューク州 (Chuuk)
- ポンペイ州 (Pohnpei)
- コスラエ州 (Kosrae)

国旗の4つの白い星は、主要4島（コスラエ、チューク、ポンペイ、ヤップの4州）を表す。

## 経済
漁業と農業（ココナッツやキャッサバ）が主産業で、魚介類を主に日本へ輸出し、生活必需品を主にアメリカ合衆国から輸入しているが、貿易額は赤字を記録している。
IMFに加盟しており、歳入の約5割がアメリカからの援助額で、2003年から20年間で13億ドルを援助する予定で漁業・農業・観光による自立経済を目指している。

## 交通
ミクロネシア連邦には鉄道は通っていない。

### 道路
道路の総延長は388kmであり、全国で自動車総台数は11,0154台（2020年）である。自動車は道路の右側は走行する。

### 港湾
主な港湾はヤップ州のコロニア（Colonia）、ポンペイ州（Pohnpei）のポンペイ島コロニア（Kolonia）、レレ（Lele）、チューク州のウェノ（Weno, 旧称モエン（Moen））の4つがある。

### 空港
ミクロネシア連邦の空港は7ヶ所あり、そのうち下記4ヶ所に1,500m以上の舗装滑走路がある。
- チューク国際空港
- コスラエ国際空港
- ポンペイ国際空港
- ヤップ国際空港

## 国民

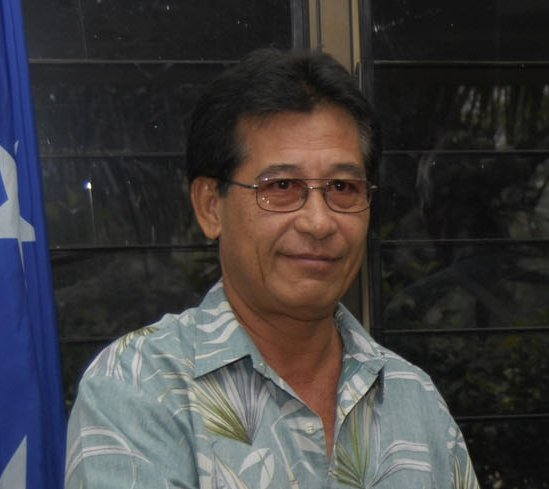
日系4世のマニー・モリ

### 民族
住民はミクロネシア系が多い。また、ポリネシア系の住民もいる。日系ミクロネシア連邦人もおり、人口の2割を占めているとも言われ、初代大統領のトシオ・ナカヤマは日系2世、第7代大統領であるマニー・モリは日系4世である。
また、1990年代以降は華人･フィリピン人の移民も増加している。

### 言語
言語は英語が公用語であり、また共通語として使われている。その他チューク語、ヤップ語、コスラエ語、ポンペイ語、ウリシ語、ウォレアイ語、カピンガマランギ語、ヌクオロ語などが使われている。
現在では減少しているが、高齢者の中には日本語を話せる人もいる。また、日本語由来の単語も多く、日本人の姓を使っている人もいる。

### 宗教
宗派宗教としてはキリスト教が有力であり、ローマ・カトリックとプロテスタントが半分程度である。ただし土着の精霊信仰も色濃く残っており、近年はキリスト教によって抑圧されていた儀式の復活も行われている。

## 治安
ミクロネシア連邦は全般的には「比較的安全な国」と言える状態にある。だが、以前と比べ犯罪発生率は高くなって来ており、最近では日本人を含む外国人が家屋侵入や盗難の被害に遭う例が増えていることから、自己防衛の意識を持つことが必要とされている。なお、人目を引くような華美な服装は「裕福な人物である」という見方が根強い為に犯罪の対象とされることが多く、肌を著しく露出する服装も性的被害に遭い易い要因の一端となっていて、自己防衛の意識をより一層強める必要性が求められている。
国内4州で発生している犯罪は、銃器などによる強盗や殺人などの凶悪事件は少なく、家屋侵入、窃盗、暴行や鞄類のひったくりや置き引きが主となっている。特にチューク州については、飲酒に端を発する喧嘩などの騒動や、走行中の車両に対する投石・凶器使用による攻撃といった事案が発生し、治安が悪化しているとの報告がされている為、一層の注意が必要となる状況が続いている。

## マスコミ

### 情報・通信
ミクロネシアの放送局は、地上波をヤップ州が担当しており州営のヤップテレビがある。ほかに、有線放送としてアイランド・ケーブルテレビがある。
インターネットはFSM Telecommunications Corporationというプロバイダが主流である。新聞はインサイド・オセアニアがある。

## 文化
同連邦の文化は国体が成立する以前から一元化されている訳ではなく、現在まで画一されていない。したがって同連邦の州4ヶ所にはそれぞれ独自の文化と伝統が存在している。
同連邦の文化的特徴として一般的に挙げられるものは、氏族ならび一族の系統の濃厚さであり、世帯が両親や祖父母、子、いとこ、そしてさらに遠い親戚を含んだ拡大家族を形成するといった繋がりを築き上げている。またこれは、国内の複数の島に広がることもあって複雑なものとなっている。

### 文学
エメリター・キーレンは、ミクロネシア連邦における著名な作家である。キーレンは元々グアムの出身だが、同連邦へ帰化した存在の一人である。

### 音楽
同連邦の伝統音楽は4つの州で大きく異なっている。最近ではユーロポップ、カントリー・ミュージック、レゲエの影響を受けたポピュラー音楽へ進化している面が見受けられる。

### 祝祭日
| 日付     | 日本語表記             | 現地語表記 | 備考       |
| -------- | ---------------------- | ---------- | ---------- |
| 1月1日   | 元日                   |            |            |
| 5月10日  | ミクロネシア連邦記念日 |            | 憲法記念日 |
| 10月24日 | 国連の日               |            |            |
| 11月3日  | 独立記念日             |            |            |
| 12月25日 | クリスマス             |            |            |

祝日が日曜日に当たる場合は翌日の月曜日へ振り替えられる仕組みとなっており、同様に祝日が土曜日に当たる場合は前日の金曜日へ差し替えられる形で祝われるようになっている。
また、各州には独自の祝日が制定されていて公式に定められているものでない為に、旅行などの用事で同連邦を訪れる人々からは混乱を招く要因の一つとされている面がある。

### スポーツ
オリンピックにおけるミクロネシア連邦は2000年シドニー五輪で初参加を果たし、以後夏季オリンピックには継続して出場している。しかし、冬季オリンピックには未出場である。
サッカー
ミクロネシア連邦サッカー協会によって構成されるサッカーミクロネシア連邦代表は、これまでFIFAワールドカップやOFCネイションズカップには未出場となっている。